# Рубці (рід)
Рубці — козацько-старшинський, згодом — дворянський рід, що походить від Івана Семеновича (Созоновича) Рубця, зем'янина та сина боярського (1-ша пол. 17 ст.). Старший із його синів — Михайло Іванович (р. н. невід. — п. бл. 1698), топальський сотник (1669, 1672—73), а з онуків найбільш відомі Іван (Ішута) Михайлович (р. н. невід. — п. до 1705), стародубський полковий осавул (бл. 1670), та Юрій Ілліч (р. н. невід. — п. після 1715), стародубський полковий суддя (1709—13). Стародубським полковим суддею 1714—23 був Семен Гнатович (р. н. невід. — п. 1724), а 1737—55 — Андрій Мойсейович (бл. 1705—1756). Сотниками топальськими були: 1772—83 — Василь Іванович (бл. 1726 — після 1784) та 1751—72 — Григорій Андрійович старший (бл. 1727—1803). Інші представники обіймали уряди сотенної старшини, а також значкових товаришів, військових товаришів та бунчукових товаришів у Стародубському полку. До цього роду належали: Іван Пилипович (1796—1854), генерал-майор (1851), командуючий підрозділами Малоросійського військового поселення, його сини: Олександр Іванович (1838—1913), композитор, хоровий диригент, педагог, фольклорист і теоретик музики, професор Петербурзької консерваторії (1879—95), автор низки теоретичних праць, підручників і збірок народних пісень, та Пилип Іванович (1842 — після 1900), генерал-майор у відставці, катеринославський повітовий військовий начальник; Матвій Степанович (1791 — бл. 1865), учасник антинаполеонівських кампаній, генерал-майор (1839), його племінник Олександр Савович (1837—1906), доктор медицини (1880), таємний радник (1906), окружний військово-медичний інспектор Іркутського військового округу, та син Олександра Савовича — Олександр Олександрович (1882—1956), протоієрей, професор російської мови в Упсальському та Стокгольмському університетах, автор наукових праць; Іван Павлович (1834—1900), учасник Кримської війни 1853—1856, комендант Виборзької фортеці (1891—1900), генерал від артилерії у відставці (1900); Григорій Петрович (бл. 1796 — бл. 1858), генерал-майор (1853), командир 2-ї бригади 2-ї резервної піхотної дивізії.
Рід внесений до 2-ї, 3-ї та 6-ї частин Родовідних книг Чернігівської і Тамбовської губерній, а герб — до 9-ї частини «Общего гербовника дворянских родов Всероссийской империи».